# Durga

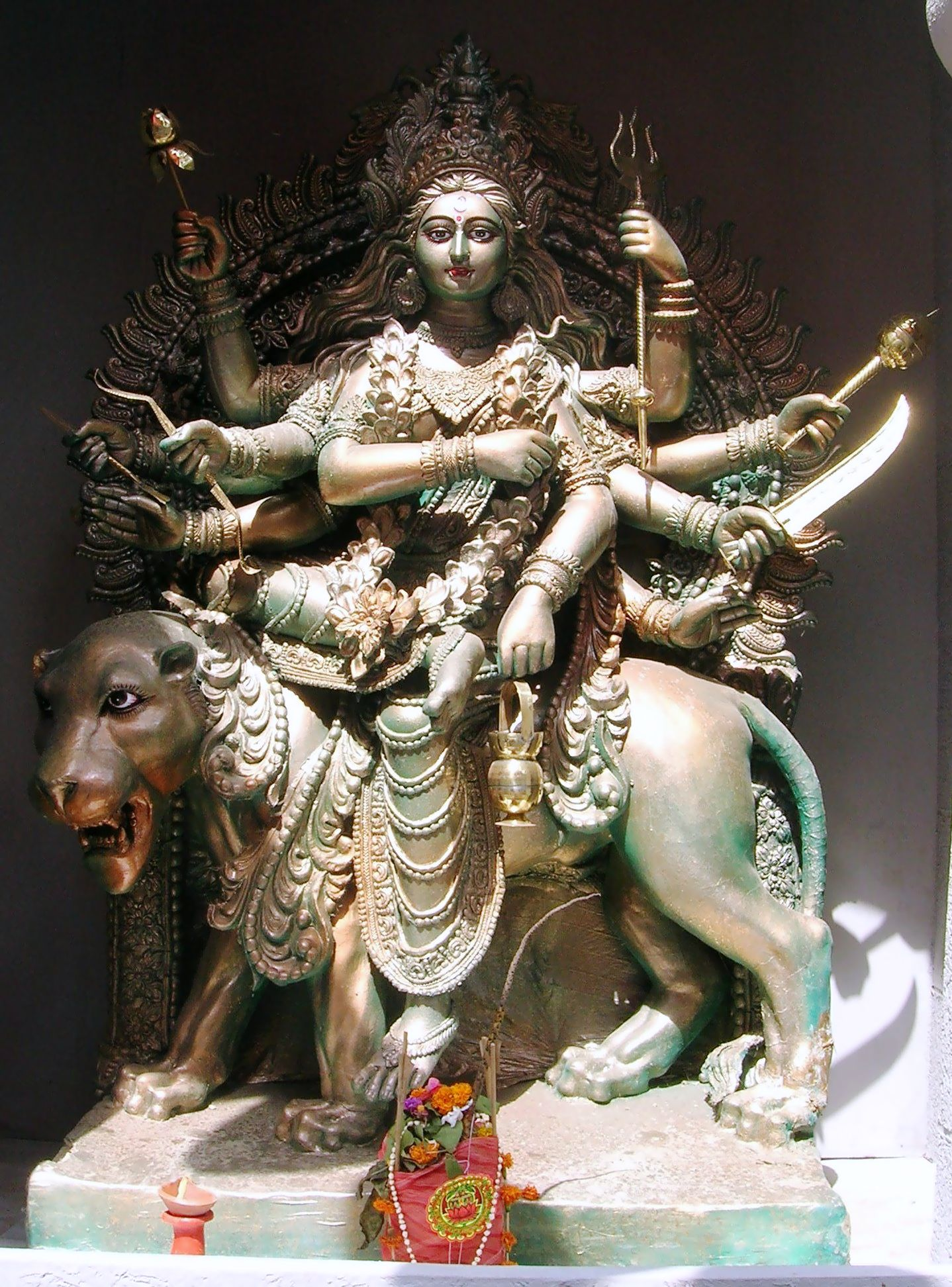
Devi Chandraghanta (Durga), Sanghasri, Kaligat, Kolkata (Calcutta)

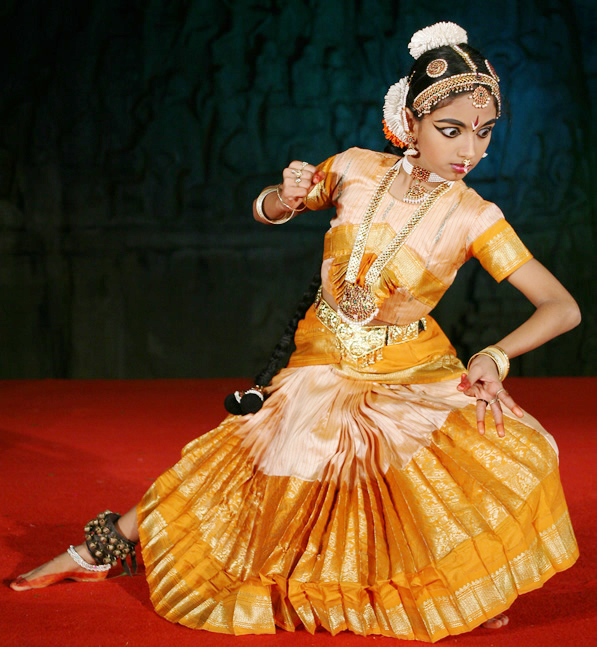
De durga-mudra; de rechterhand houdt de Trishula vast, de drie vingers van de linkerhand beelden het uiteinde van de drietand uit

Durga (ook wel Doerga of Durgā; Sanskriet: दुर्गा)) is de grote hindoe-moedergodin (Devi). Haar naam betekent "zij die moeilijk benaderbaar is" of de "ontoegankelijke", ze is de belichaming van de woede van de goden. Andere namen van haar zijn: Dasabhuja (tienarmige), Singhavahini (gezeten op een leeuw), Mahishamardini (buffelverwoester), Jagaddhatri (moeder van de wereld), Kali (zwarte vrouw), Muktakesi (met golvend haar), Tara (bevrijdster), Chinnamustaka (zonder hoofd), Chandraghanta, Mahamaya en Jagadgauri (gouden vrouw die over de hele wereld beroemd is). Durga is een onoverwinnelijke krijgsgodin, ze strijdt tegen de mannelijke demonen die de wereldorde bedreigen. Als ze kwaad is, komt Kali uit haar mond. Volgens de Skanda Purana dankt ze haar naam aan de asura (demon) Durga, die ze versloeg.
Durga wordt meestal goudkleurig afgebeeld met een mooi gezicht, meditatieve glimlach en vier, acht, tien of twintig armen, met in haar handen de vele wapens die de goden haar hebben gegeven, waaronder een lotusbloem, een discus, een bliksemflits, een pijl-en-boog, een knots, een zwaard en schild en een trishula (drietand). Verder heeft Durga een derde oog op haar voorhoofd. Ze rijdt op de tijgerin (of leeuwin) Dawon en beeldt mudra's uit met haar handen. Durga kent geen angst en is geduldig, ze behoudt zelfs in het zwaarste (spirituele) gevecht haar gevoel voor humor.
Durga is een verschijningsvorm van Shakti, de vrouwelijke goddelijkheid die in de ogen van een Shakta - een vereerder van Shakti - de Hoogste Werkelijkheid (Brahman) is. Zij kan een woeste en geduchte beschermgodin zijn. Durga kwam volgroeid ter wereld, klaar om de strijd met de demonen aan te gaan. Durga wordt gezien als een van de aspecten van de Devi zoals ook Kali, Parvati en Sati. Echter in tegenstelling tot de andere devi's zal zij zich nooit met een man verbinden, niet door vleierij en niet door dreigementen: zij is de Maagd, "Zij die haarzelf toebehoort", zij is autonoom. En dat is precies haar grote kracht.
Durga vocht met de asura Mahisha, nadat Vishnu en Shiva het gevecht met deze demon niet aandurfden. Mahisha veranderde zich tijdens het gevecht in een buffel, een leeuw, een gewapende krijger en een olifant. Durga onthoofdde Mahisha en vernietigde de mannelijke tweeling-demonen Canda en Munda nadat zij haar eerst hadden geprobeerd te verleiden en vervolgens bedreigden.
Afhankelijk van haar optreden toont Durga zich in verschillende manifestaties, zo zijn er Candi (bescherming tegen wilde dieren) en Shitala (bescherming tegen de pokken), maar ze heeft meer uitingsvormen.
In de Javaanse mythologie is de reus Kālá (de god van vernietiging) verbonden met een godin die ook Durga heet.

## Feest
Durga Puja is het grootste jaarlijkse feest in Odisha, Bihar en Bengalen. Het feest wordt in vele vormen gevierd in hindoeïstische gebieden.

### Afbeeldingen

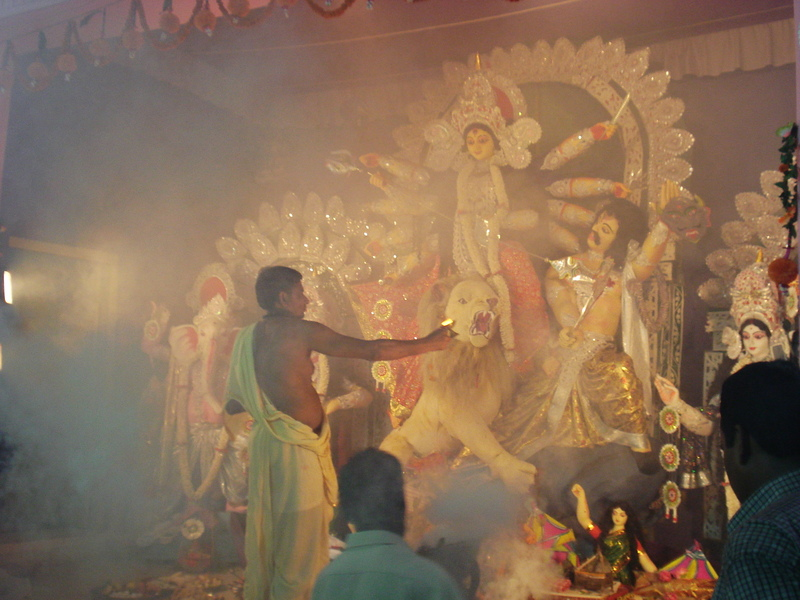
De priester voert een rituele dans met een lamp uit tijdens Durga Puja
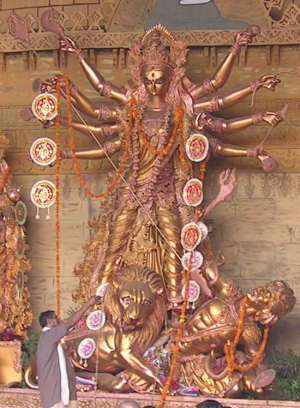
De priester voert het navami arati uit voor de gouden Durga tijdens Durga Puja
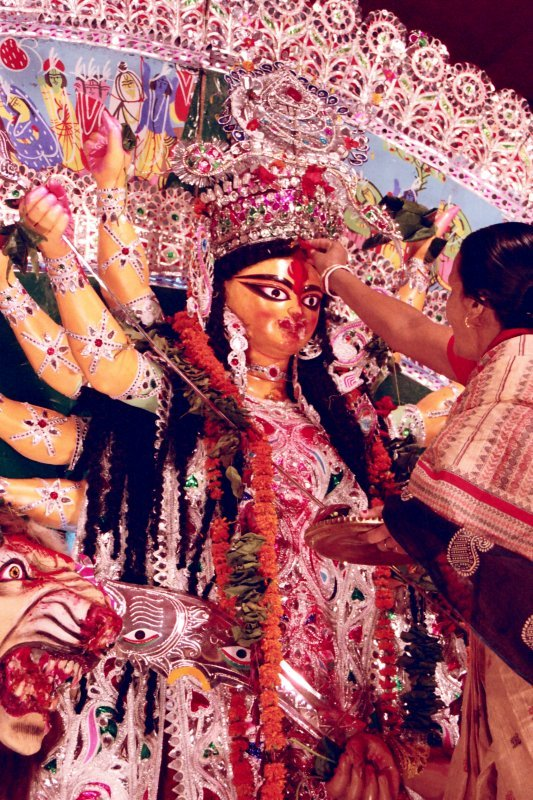
Vrouwen brengen offers aan Durga tijdens Durga Puja
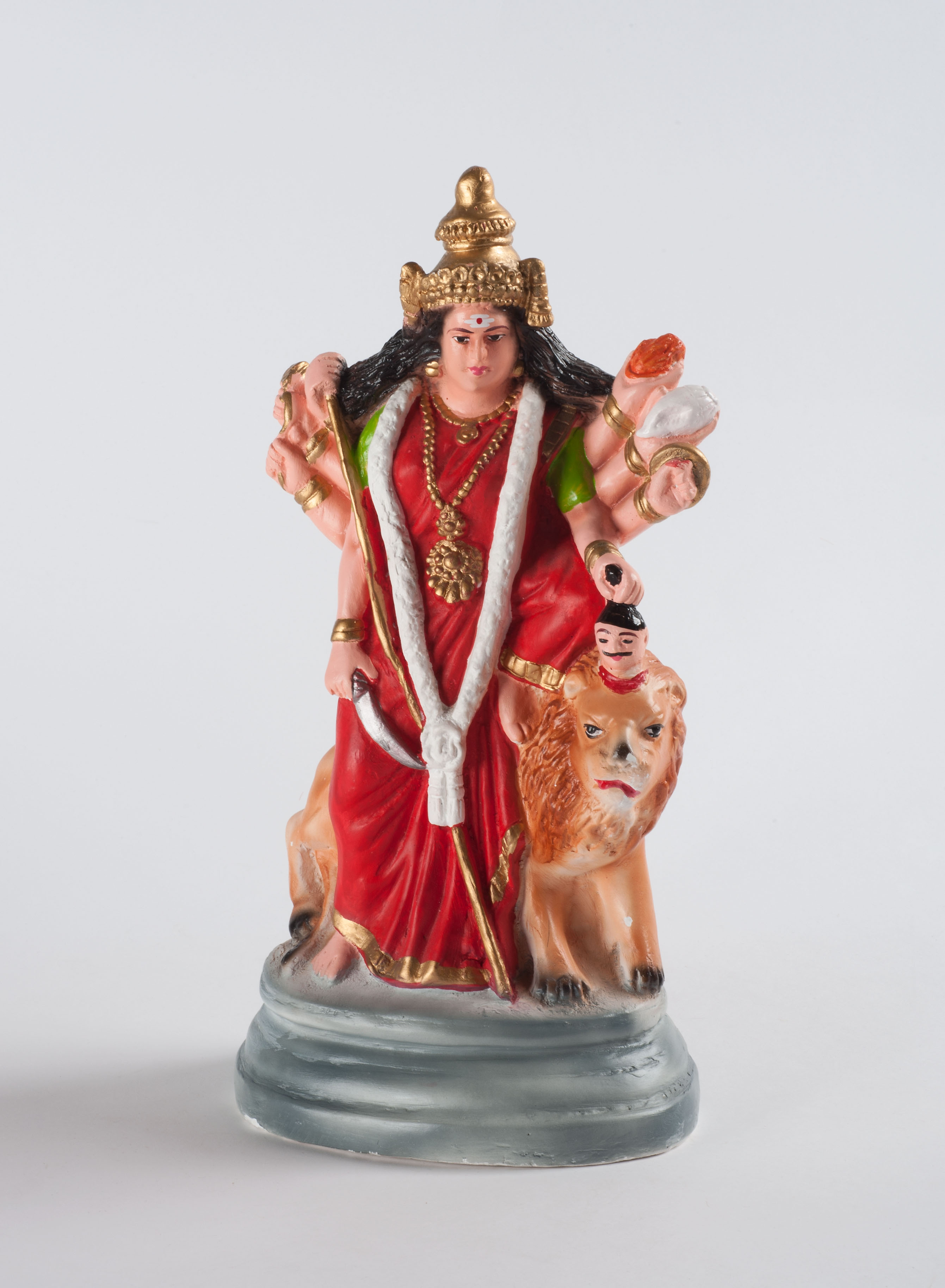
Beeld van de godin Durga
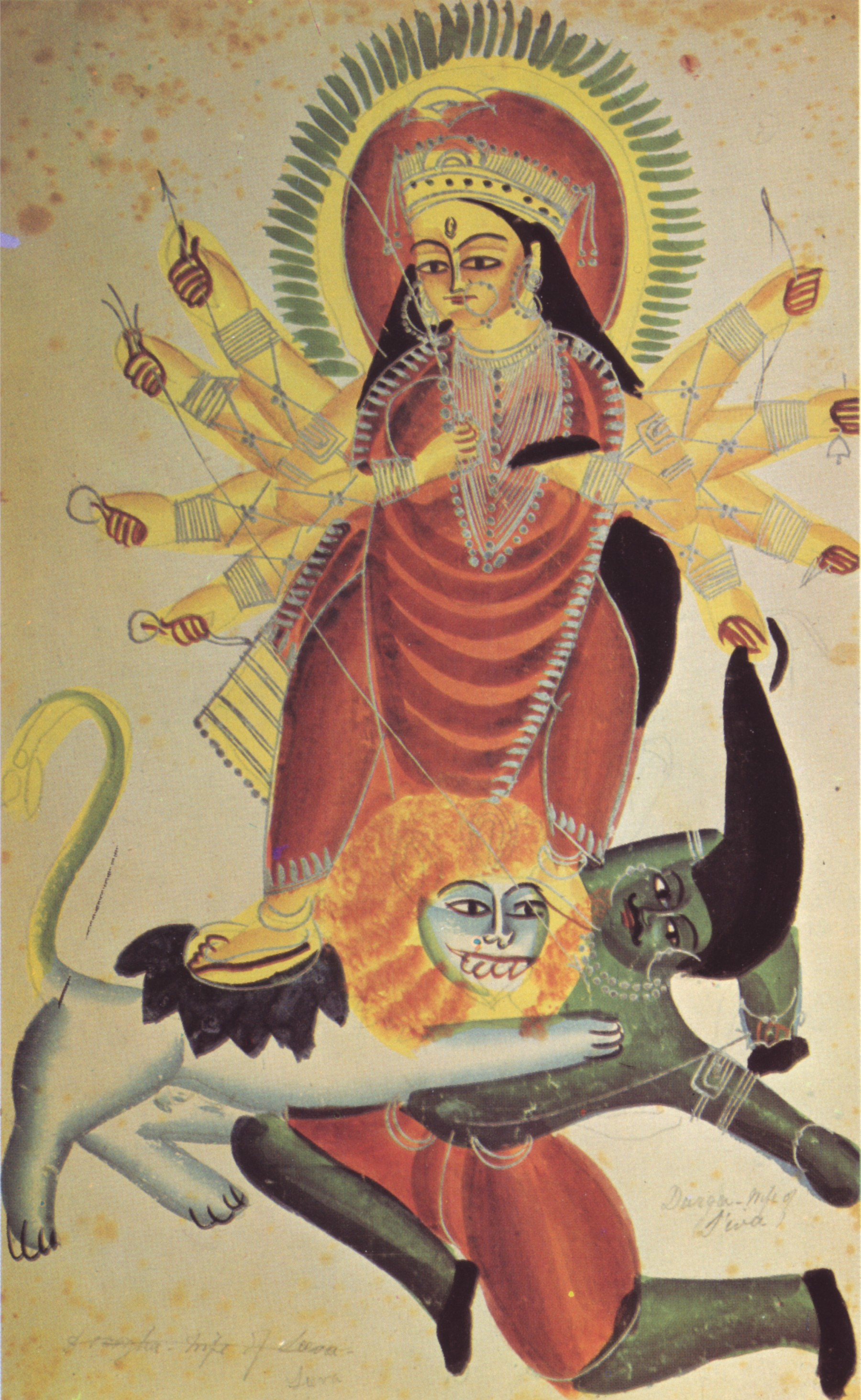
Durga op haar leeuw doodt de demon Mahishura
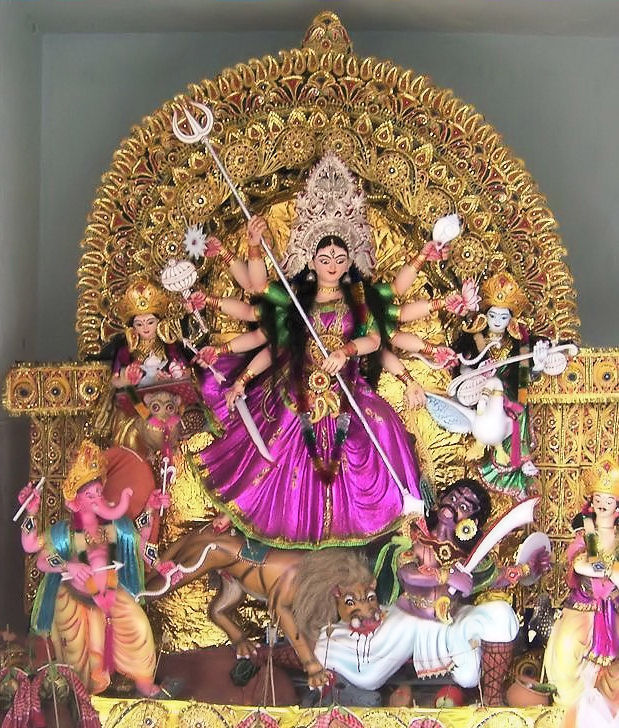
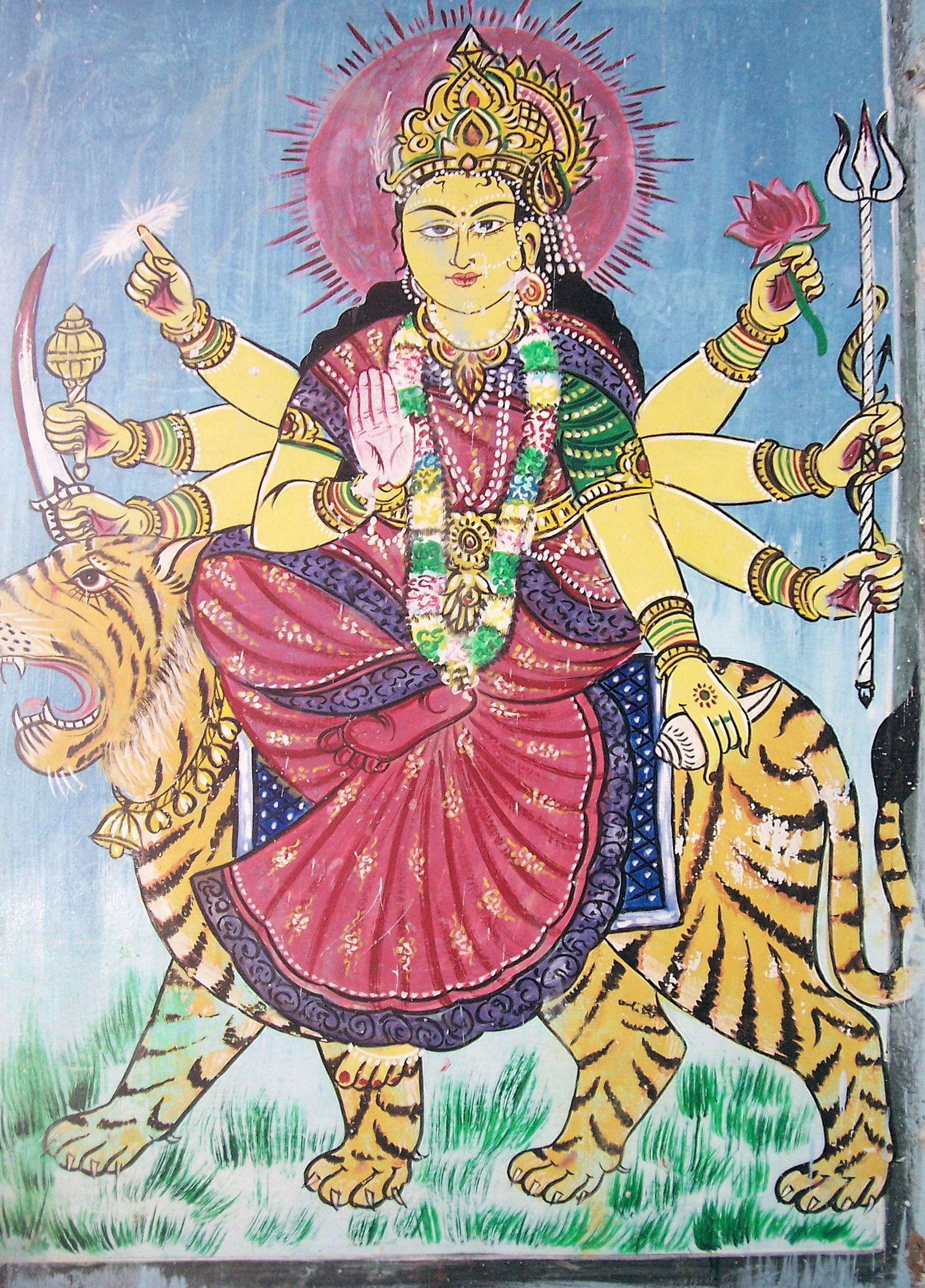
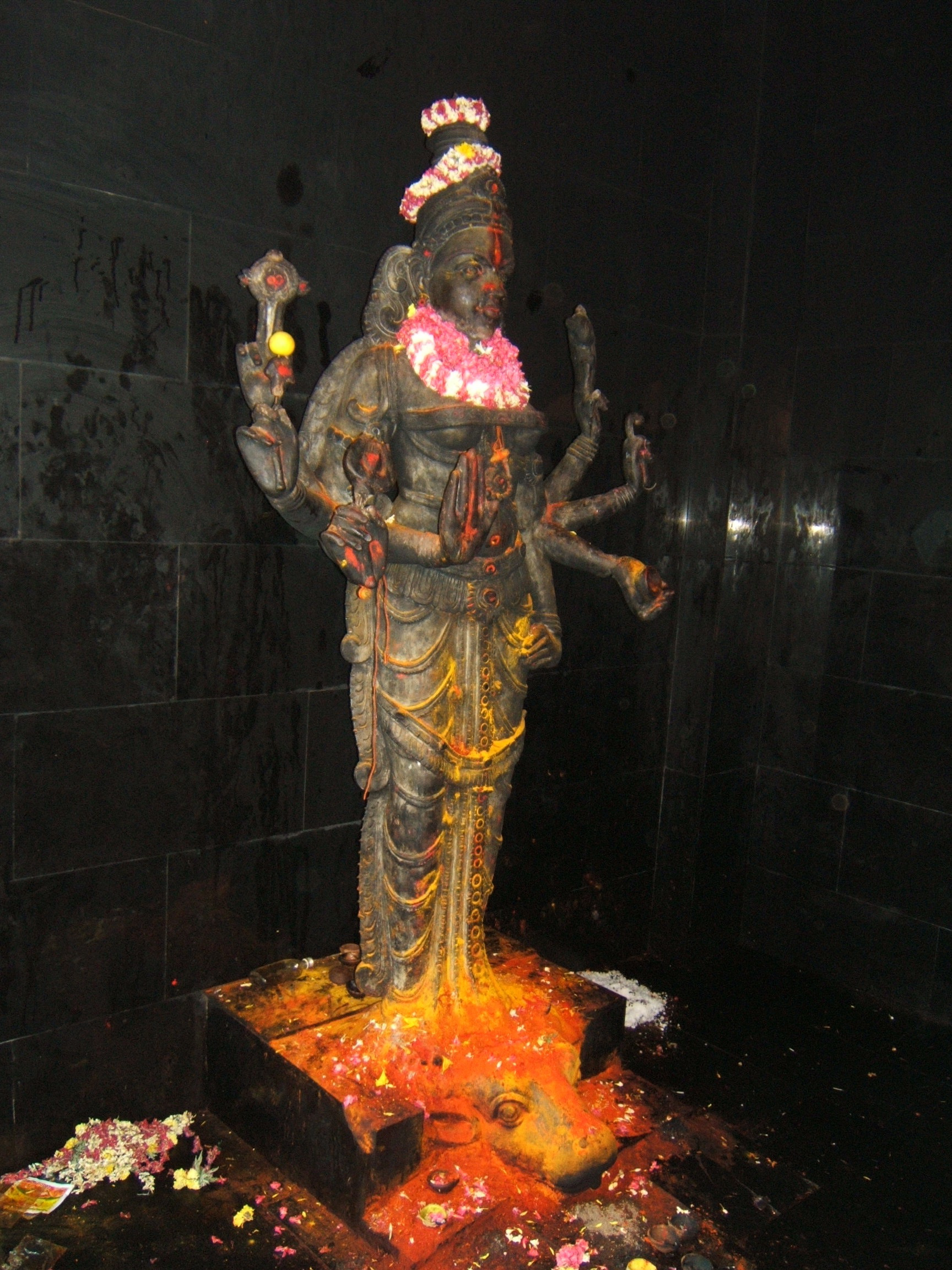
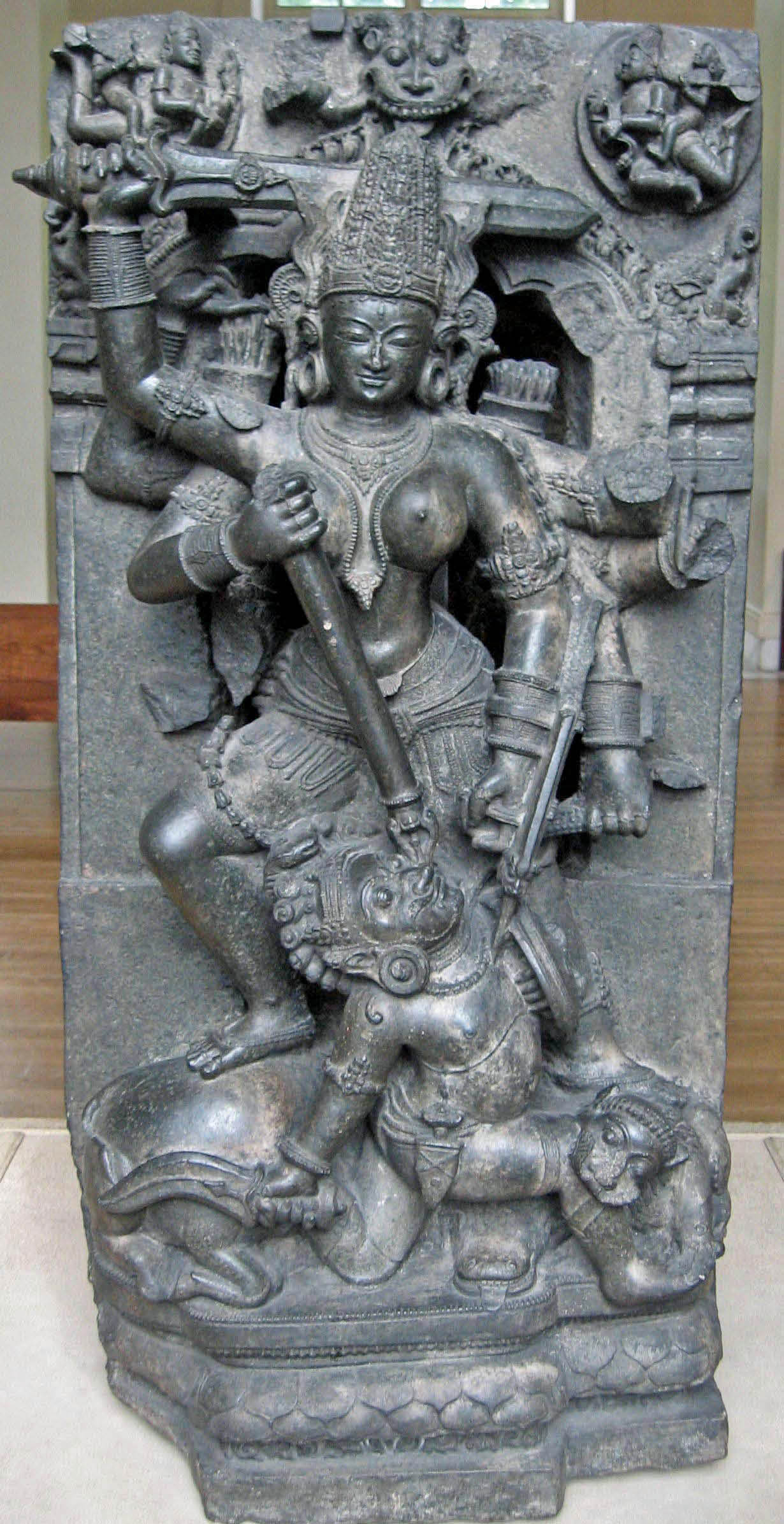